# Козакова Долина
Козако́ва Доли́на — ландшафтний заказник загальнодержавного значення в Україні. Розташований у Тисменицькому районі Івано-Франківської області, на північ від Івано-Франківська, і на південь від Єзуполя. 
Із заходу межує з річкою Бистрицею, зі сходу — з околицями сіл Колодіївка, Добровляни, Ганнусівка і Побережжя. 
Площа 953 га. Створений 1982 року. Перебуває у віданні ДП «Івано-Франківський держлісгосп» (Дністровське л-ва, кв. 3-16). 
Статус надано для збереження мальовничого урочища на правому березі Бистриці. Долина розчленована глибокими балками, з окремими відслоненнями вапнякових скель та невеликими карстовими печерами.

## Рослинний і тваринний світ
Рослинний покрив налічує близько 300 видів. На зволожених ґрунтах зростає дубово-буковий ліс з підліском і багатим трав'яним покривом. Тут зростає також дуб скельний, як домішка — модрина європейська, в'яз голий. Декілька видів рослин рідкісні, занесені до Червоної книги України — серед них підсніжник білосніжний, зозулині сльози яйцеподібні, крокуси. Багатий і тваринний світ: трапляються сарна, кабан, куниця лісова, заєць сірий, борсук, ласка. 
Заказник має ґрунтозахисне, водорегулююче, еколого-пізнавальне значення.

## Про назву
За розповідями старожилів села Колодіївки Козакова Долина відома ще з 1648 року. Тоді на мальовничому місці теперішнього Вовчинця, де сходяться дві Бистриці (Бистриця Надвірнянська і Бистриця Солотвинська), розбили табір козаки Семена Височана. Згодом в пам'ять про козаків Височана люди прозвали це місце Козаковою Долиною. У Козаковій Долині росте дуб віком понад 300 років.

## Велосипедний маршрут
У 2007 року до урочища «Козакова Долина» за сприяння Івано-Франківської ОДА прокладено велосипедний туристичний екологічний маршрут. Всього траса з урахуванням руху в 2 боки становить 25 кілометрів. Знакування велосипедного маршруту до «Козакової Долини» по Вовчинецьких горах починається з кінцевої зупинки тролейбуса № 3, що в Івано-Франківську (кінець вул. Вовчинецької), через Вовчинець і аж до «Козакової Долини».